# Fantasy mitologico
Il fantasy mitologico è un sottogenere del fantasy che tratta di storie riguardanti questa vasta branca letteraria con al centro la mitologia (specialmente medievale). A differenza dello Sword and Sorcery (che tratta di combattimenti e di magia) i personaggi sono ispirati a leggende famose o meno. Le più utilizzate sono le varie storie medievali ed il Ragnarǫk, a causa dell'ambientazione eroica e concentrata su un protagonista o una fazione. In alcuni casi vengono usate anche altre mitologie, come quelle dei popoli precolombiani, dell'antico Egitto, dei popoli africani e altre ancora. Si possono rilevare molti punti in comune con il fantasy orientale nel caso in cui la mitologia utilizzata è di matrice orientale (specie giapponese). 
Esempi di romanzi fantasy-mitologici famosi sono la saga Percy Jackson e gli dei dell'Olimpo, Eroi dell'Olimpo e Ragazze dell'Olimpo, basati sulla mitologia greco/romana.  